# 基濟米
48°36′40″N 29°56′14″E / 48.61111°N 29.93722°E
基濟米（烏克蘭語：Кизими），是烏克蘭的村落，位於該國西南部文尼察州，由海辛區負責管轄，面積0.01平方公里，海拔高度215米，2001年人口11，人口密度每平方公里2,200人。